# Jules Horrent
Jules Horrent (Seraing, 11 d'abril de 1920 - Neuville (barri a la zona de Francorchamps de Stavelot), 11 de setembre de 1981) fou un romanista, hispanista i medievalista belga.

## Vida i obra
Horrent va llicenciar-se en Filosofia i Lletres a la Universitat de Lieja el 1942 amb una tesina sobre la Folie Tristan. De 1942 a 1948 fou ajudant del seu mestre Maurice Delbouille a la Universitat de Lieja. Va presentar la tesi doctoral el 1947 amb un treball intitulat Recherches sur « La Chanson de Roland » dans les littératures de la péninsule ibérique i el 1949 va obtenir l'Agrégation de l'Enseignement Supérieur (habilitació com a professor universitari) amb la tesi La chanson de Roland dans les littératures française et espagnole au Moyen âge (Paris 1951), que reprèn en part la tesi doctoral. Restà com a professor a la Universitat de Lieja, primer com a encarregat de curs (1952-1956) i des de 1956 com a catedràtic. La seva recerca, inicialment centrada en la literatura francesa, s'expandí cap a la hispanística, la lusística i la italianística; va fer una estada a la Península Ibèrica amb una beca de la Fonds National de la Recherche Scientifique belga, que li va permetre ampliar el camp dels seus estudis i preparar la tesi d'agregació; també en feu objecte de la seva docència a la universitat
Va rebre diversos reconeixements per la seva recerca: el 1968 se li va donar el Premi Francqui, el premi a la recerca més important de Bèlgica. Des de 1973 era membre de l'Académie royale de Belgique i el 1979 va ser nomenat membre corresponent de la Real Academia Española. Era també comandant de l'Orde de la Couronne.

## Publicacions
- Roncesvalles, étude sur le fragment de cantar de geste conservé à l'Archivo de Navarra (Pampelune), París 1951
- Le Pèlerinage de Charlemagne. Essai d'explication littéraire avec des notes de critique textuelle, París 1961
- Historia y poesía en torno al "Cantar del Cid", Barcelona 1973
- Chanson de Roland et Geste de Charlemagne, 2 vol., Heidelberg 1981–1985 (Grundriss der romanischen Literaturen des Mittelalters 3 A 1)
- (ed.) Cantar de mío Cid, 2 vol., Gant 1982 (publicació pòstuma)